# Ludwig Jeep
Ludwig August Jeep (Wolfenbüttel, 12 agosto 1846 – Königsberg, 4 gennaio 1911) è stato un filologo classico tedesco, professore di filologia classica all'Università di Königsberg dal 1893 al 1910.
Si segnalò soprattutto per i suoi contributi alla critica testuale delle opere dei Padri della Chiesa, dei grammatici tardo antichi e delle opere del poeta Claudio Claudiano.

## Carriera accademica
Dopo aver completato gli studi, Jeep realizzò viaggi di studio a Monaco, Venezia, Firenze, Roma, Napoli, Montecassino, Perugia, Verona e Milano. Le sue ricerche nelle biblioteche di queste città gli permisero di portare alla luce numerosi testi antichi inediti. Durante la sua permanenza in Italia si mantenne sempre in stretto contatto con i massimi filologi tedeschi della sua generazione, Theodor Mommsen, Heinrich Keil e Ernst Ludwig Dümmler, che tenne sempre aggiornati sulle sue scoperte. Suo fratello maggiore Anton Rudolf Jeep (1844-1911), che all'epoca era predicatore presso l'ambasciata prussiana, lo introdusse nell'ambiente culturale romano. Qui Jeep fece la conoscenza dell'ebraista Friedrich Adolf Philippi, con il quale intrattenne una lunga amicizia.
Nel 1893 Jeep fu nominato successore di Henry Jordan nella cattedra di filologia classica dell'Università di Königsberg. Nell'anno accademico 1901/1902, fu eletto Preside della Facoltà di Lettere e l'anno successivo Magnifico Rettore.

## Opera
Jeep concentrò il suo lavoro soprattutto sui Padri della Chiesa e sull'opera degli autori tardo antichi Jeep preparò la prima edizione critica del poema epico di Claudiano De raptu Proserpinae pubblicato a Torino nel 1874 e dedicato ai filologi italiani, dei quali era un fervido ammiratore. Theodor Mommsen chiese a Wilhelm Henzen a Roma se Jeep era disposto a curare l'edizione di Claudiano per i Monumenta Germaniae Historica (MGH). Jeep, tuttavia, si era già impegnato con l'editore Teubner di Lipsia, che pubblicò l'opera in due volumi nel 1876 e nel 1879.

## Opere (selezione)
- (LA) Ludwig Jeep (a cura di), Cl. Claudiani Raptu proserpinae, Torino, Loescher, 1875. URL consultato l'11 giugno 2019.
- Quaestiones Fridericianae, Torino, Loescher, 1881